# Volčja Jama, Trebnje
Volčja Jama je naselje v občini Trebnje.
Volčja Jama je gručasto naselje na grebenu med dvema običajno suhima dolinama, po katerih ob deževju teče voda. Obdaja ga vrtačast in kamnit kraški svet, težaven za obdelovanje, kljub temu pa je v bližini vasi nekaj njiv: Hruševje in Laz, v okolici katerih so obsežni gozdovi. V bližini vasi je tudi kraška Kavčeva jama. 
Kraj je ime dobil po volkovih, proti katerim so se v preteklosti branili tako, da so kopali jame in vanje nastavljali pasti.